# Vũ Đăng Đồng
Vũ Đăng Đồng – wietnamski zapaśnik walczący w stylu wolnym. Złoty medalista igrzysk Azji Południowo-Wschodniej w 2003. Zajął jedenaste miejsce na mistrzostwach Azji w 2003 roku.